# Kangirsuk
Kangirsuk – inuicka osada w Nunavik w północnym Quebecu (Kanada). Znajduje się w administracji regionalnej Kativik w regionie administracyjnym Nord-du-Québec. Nazwa oznacza "zatokę". Osada jest dostępna drogą lotniczą a w niektórych miesiącach również drogą wodną.

## Geografia
Kangirsuk znajduje się u ujścia rzeki Arnaud, na północnym brzegu zatoki Payne, 13 km od zachodniego wybrzeża zatoki Ungawa. Osada jest częściowo otoczona przez klify i wysokie wzgórza.

## Flora i fauna
Zatoka Payne, rzeka Arnaud oraz okoliczne jeziora są obwite w omułki
golce zwyczajne i palie jeziorowe.
Na wyspie w zatoce Kyak (na wschód od osady) oraz na wyspie na jeziorze Virgin (na północny wschód od osady) znajdują się siedliska kaczki edredonowej.

## Historia

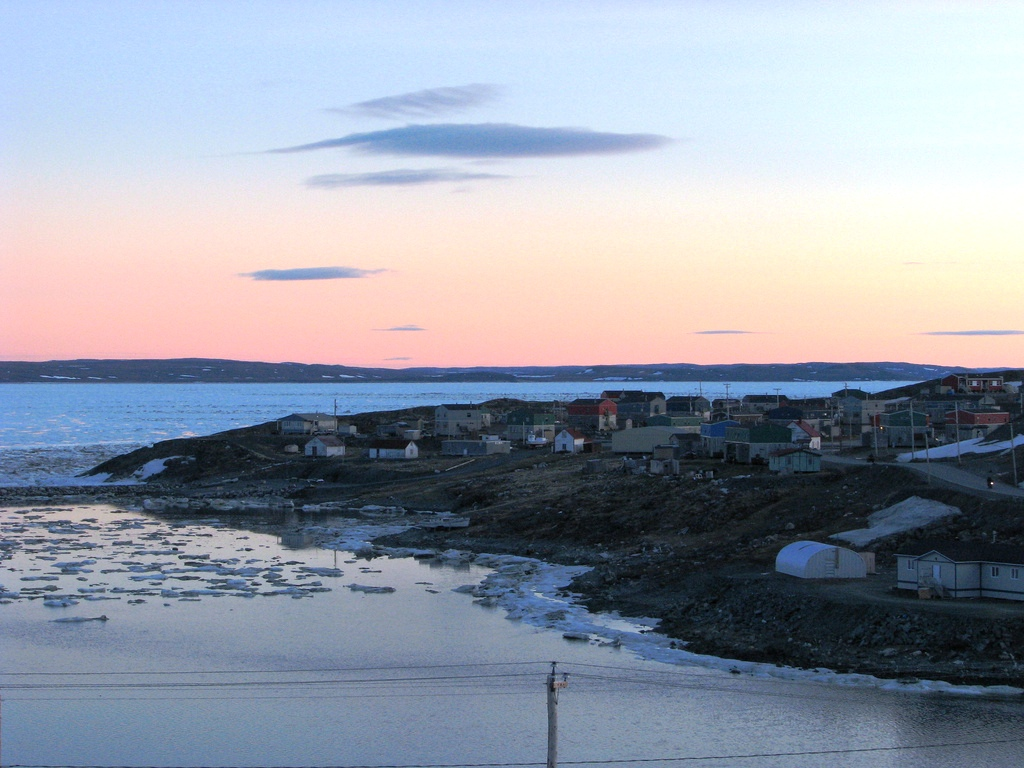
panorama Kangirsuk

W XI wieku okolice Kangirsuk były prawdopodobnie odwiedzane przez wikingów. Niedaleko wioski, na wyspie Pamiok archeolodzy odkryli kamienne fundamenty budynku, które są typowe dla długich domów budowanych przez wikingów.
Jednak dopiero w latach 1885-1886 wyprawa pod kierownictwem Franka Paynea okolica została dokładnie zbadana. W 1921 roku firma Révillon Frères otworzyła na terenie dzisiejszej osady faktorię handlową, a cztery lata później, w 1925 roku, swoją placówkę otworzyła również Kompania Zatoki Hudsona. Lokalni Inuci prowadzili w tym okresie nomadyczny tryb życia i odwiedzali okolicę tylko podczas obozów letnich ze względu na obfitość zwierzyny.
W 1945 roku osada była znana pod nazwą "Payne Bay". Inuici zaczęli odchodzić od nomadycznego trybu życia, na rzecz życia w wiosce po 1959 roku, kiedy to zbudowano szkołę. W 1961 rząd federalny dostarczył służbę zdrowia i opiekę społeczną. Tego samego roku rząd Quebecu postanowił nadać francuskie nazwy osadom na wybrzeżu północnego Quebecu, w związku z czym placówka została przemianowana na Francis-Babel, na cześć Louis-François Babel, misjonarza oblatów. Rok później nazwa została ponownie zmieniona na "Bellin" na cześć kartografa, Jacques-Nicolas Bellina. W 1980 roku osada zyskała status gminy: wioski nordyckiej i nową nazwę "Kangiqsuk". W 1980 roku, dzięki staraniom lokalnych władz poprawiono błąd w transliteracji (z inuickiego na angielski) i nazwa została poprawiona na formę znaną dziś - "Kangirsuk".